# Necessitat
|  | Aquest article tracta sobre el sentiment de carència. Vegeu-ne altres significats a «destí». |

La necessitat és el sentiment de manca que experimenta un organisme i que activa el seu desig d'obtenir allò que li falta. La necessitat pot ser física (gana, set) o psicològica, objectiva o subjectiva. Segons el grau d'intensitat i l'esfera a la qual pertanyi la necessitat, es pot establir una jerarquia, com van fer Abraham Maslow o Virginia Henderson, en una llista d'objectius per a assolir la plenitud, com la classificació de Manfred Max-Neef.
En economia la necessitat provoca la demanda d'un producte o servei i un dels objectius de la publicitat és de provocar el sentiment de necessitat en el consumidor potencial, aprofitant emocions com l'enveja, les ànsies de poder, la reeixida o els afectes.